# IUPHAR/BPS
IUPHAR/BPS는 허가된 약물 및 기타 저분자의 생물학적 표적에 대한 정보 포털 역할을 하는 오픈 액세스 웹사이트이다. 약리학 가이드(GtoPdb가 표준 약어임)는 국제 기초·임상 약리학 연합(IUPHAR)과 영국 약리학회(BPS) 간의 합작 투자로 개발되었다. 이는 기존의 2009 IUPHAR 데이터베이스(표준 약어는 IUPHAR-DB임)를 대체하고 확장한 것이다.

## 같이 보기
- 화학 데이터베이스